# 广东盐业集团
广东省盐业集团有限公司，简称“广东盐业集团”，是广东省生产食盐和盐产品为主的省属国有独资企业，前身为1949年成立的广东省人民政府盐务局。主要产品有“粤盐”牌食盐、“盐致”牌海盐个人护理产品、“盐趣”牌调味品、“粤盐宝”饮料等。

## 盐场
- 湛江广盐试验盐场（广东省制盐工业设计研究所试验盐场）
- 湛江徐闻盐场（含雷州盐场）
- 阳江盐场
- 茂名电白盐场（2009年停产）